# Пятница-Высоково
Пятница-Высоково — деревня в Пучежском районе Ивановской области России, входит в состав Сеготского сельского поселения.

## География
Деревня расположена на берегу реки Сеготь в 8 км на юго-запад от центра поселения села Сеготь и в 24 км на северо-запад от районного центра города Пучеж.

## История
В селе было 2 церкви: каменная с колокольней однопрестольная — в честь пророка Илии, построенная в 1790 году, и деревянная, построенная в 1857 году, двухпрестольная: а) в честь Воздвижения Животворящего Креста Господня и б) святой мученицы Параскевы.
В XIX — первой четверти XX века село входило в состав Дьяконовской волости Юрьевецкого уезда Костромской губернии, с 1918 года — Иваново-Вознесенской губернии.
Пятница-Высоковская земская школа основана в 1912 году (Киселев О. М. Очерки истории старого Пучежа. — Иваново, 2002. — С. 85).
С 1929 года деревня входила в состав Петуховского сельсовета Пучежского района Ивановской области, с 1954 года — в составе Петровского сельсовета, с 2005 года — в составе Сеготского сельского поселения.
До 2013 года в селе действовала начальная школа.

## Население
| 1872 | 1897 | 1907 | 2002 | 2010 |
| ---- | ---- | ---- | ---- | ---- |
| 15   | ↗29  | →29  | ↗31  | ↘14  |